# Helena Lind
Helena Lind, född 1949, död 2015, var en svensk bebyggelseantikvarie och författare.

## Biografi
Lind utbildade sig vid Socialhögskolan i Göteborg och arbetade några år med socialt arbete, men utbildade sig sedan till bebyggelseantikvarie. Hon har skrivit flera böcker om arkitektur och bebyggelse i Göteborg och Bohuslän.
År 2004 gav hon ut Kallbadhus, ett praktverk som riktar sig mera mot historikern och arkitekten än badaren. Boken dokumenterar såväl stora, allmänna bad såväl som små privata badslott, där många är fantasifulla eller rent av häpnadsväckande.
År 2010 gav hon ut Från Haga till Hammarkullen: allmännyttans hus i Göteborg. Boken spänner över ett par hundra år och ett trettiotal områden, och beskriver blomstrande bakgårdar i Haga och folkhemmets byggen. Här beskrivs de för Göteborg typiska landshövdingehusen men också funkis och nybyggen, och en modern trädgårdsstad vid gamla flygfältet i Torslanda.
Lind drabbades mot slutet av sitt liv av bröstcancer, och beskrev 2012 i boken Jag vill inte veta, inte nu: en berättelse om cancer upplevelsen av ett cancerbesked och hur hon själv tog sig igenom denna overkliga händelse i livet. Hon beskrev svårigheter med omställning och att berätta för anhöriga, samt svårigheter för omgivningen att förstå vad den sjuke går igenom. Boken har lästs av både patienter och anhöriga samt även av läkar- och sjuksköterskestudenter.